# 前744年
| 千纪： | 前1千纪 |
| 世纪： | 前9世纪 \| 前8世纪 \| 前7世纪 |
| 年代： | 前770年代 \| 前760年代 \| 前750年代 \| 前740年代 \| 前730年代 \| 前720年代 \| 前710年代 |
| 年份： | 前749年 \| 前748年 \| 前747年 \| 前746年 \| 前745年 \| 前744年 \| 前743年 \| 前742年 \| 前741年 \| 前740年 \| 前739年 |
| 纪年： | 丁酉年（雞年）；周平王二十七年；魯惠公二十五年；齊莊公五十一年；晉昭侯二年；曲沃桓叔元年；秦文公二十二年；楚霄敖十四年；宋宣公四年；衛莊公十四年；陳桓公元年；蔡宣公六年；曹桓公十三年；鄭武公二十七年；燕鄭侯二十一年；杞武公七年 |

## 逝世
- 鄭武公，鄭國國君。[1]